# Flaga Astany

Flaga miasta w latach 1998–2008

Flaga miasta w latach 2008–2019

Flaga miasta 2019-2022

Flaga Astany – jeden z symboli miejskich Astany, stolicy Kazachstanu.
Nowa flaga Astany została przyjęta wraz z herbem 5 czerwca 2008 roku na 16. sesji maslichatu Astany. Oba symbole zostały zaprojektowane przez prezydenta kraju, Nursułtana Nazarbajewa.

## Symbolika
Flaga ma w swojej centralnej części herb miasta, od którego odchodzą żółte promienie na niebieskim tle. Są to kolory flagi Kazachstanu. Jako przyczynę stworzenia nowego herbu uznano zmiany, jakie nastąpiły w kraju, wobec czego poprzedni herb nie odzwierciedlał zasad miasta. W godle znajduje się symbol miasta – wieża Bäjterek – a także szanyrak, element konstrukcyjny górnej części jurty znajdujący się także w godle państwowym. U dołu wieży znajduje się ornament stylizowany na mitycznego ptaka Samruka. Okrąg symbolizuje wieczność i doskonałość. Godło podzielone jest na dwa pierścienie. Zewnętrzny, czerwony pierścień oznacza Wielki Step i wiąże się z ogniem, który jest symbolem narodzin, wzrostu i rozwoju. Wewnętrzny, niebieski krąg zawiera symbole niepodległości Kazachstanu i wielkości Astany. Po zmianie nazwy miasta w 2019 r. zmieniono napis na fladze.

### Flaga Astany w latach 1998–2008
Flaga Astany z lat 1998–2008 przedstawia herb miasta z tych samych lat na niebieskim tle. Autorami herbu Astany obowiązującego w latach 1998–2008 są Dembaj Sałauatu i Amanżoł Czikanajew. Herb to okrąg z niebieskim tłem, w dolnej części znajduje się duża purpurowa twierdza. W centralnej części widoczny jest lew ze złotą koroną będący symbolem kazachskich chanów. W zewnętrznym pierścieniu widoczne są kłosy zboża, a w dolnej części napis „ASTANA” („АСТАНА”).